# NGC 6627
NGC 6627 is een balkspiraalstelsel in het sterrenbeeld Hercules. Het hemelobject werd op 13 juli 1863 ontdekt door de Duitse astronoom Albert Marth.

## Synoniemen
- UGC 11212
- MCG 3-47-1
- ZWG 114.4
- IRAS 18203+1540
- PGC 61792